# 蓮湖站 (西安市)
莲湖站是一个陇海线上的铁路车站，位于陕西省西安市莲湖区西站街，建于1953年，目前为特等站，邮政编码为710082。
车站原名西安西站，原为区段站，规模一级二场，设有9条到发线、13条调车线。担当陇海线上下行列车的到发和会让，咸铜、梅七、西户线货物列车、西安枢纽和新丰镇小运转列车的解编作业；货物运输办理整车、集装箱、零担货物的到达、发送业务，三桥车辆厂厂修车、西安西站货场、北郊和西郊专用线到达卸车和解编作业；同时担当集团公司货车洗刷、消毒工作和军用列车的解编、供餐、换挂、上水等作业。
2020年5月车站货场和编组场关停，车站在经过生产力调整和战场改造后主要承担列车通过、会让，以及部分小运转列车的换挂等技术作业，以及西安站外排的客车底、动车组停放和办理军运列车业务。本站于2023年2月28日更名为莲湖站，但作为西安局集团直属站的西安西站机关并未更名。

## 下辖车站
莲湖站为西安局集团的直属车站，2006年3月18日由原西安东站和莲湖站合并若干小站而成，目前下辖以下车站：
- 陇海线：浐灞、莲湖、三民村、三桥、黄家寨、咸阳、咸阳西、茂陵
- 西安北环线：西安国际港、萧家村、长陵、茂陵
- 咸铜线：咸阳、渭城、萧家村、长陵
- 西户线：户县、马王村